# Martin Lewis (artiste)
Pour les articles homonymes, voir Martin Lewis (homonymie) et Lewis.
Martin Lewis (Castlemaine, 1881 — New York, 1962) est un graveur américain d'origine australienne.
Considéré comme l'un des premiers graveurs américains de la première moitié du XXe siècle, il est connu pour ses scènes de vie urbaine dans la ville de New York des années 1920 et 1930.

## Biographie

### Jeunesse en Australie
Martin Lewis naît à Castlemaine, dans l'État de Victoria, en Australie, le 14 juin 1881. Deuxième de huit enfants d'un père gallois et d'une mère australienne, il se passionne tôt pour le dessin.
Alors qu'il travaille pour un journal local, un professeur d'art tombe sur l'un de ses dessins et lui offre de lui enseigner gratuitement. C'est ainsi que Lewis s'inscrit en 1895 et reçoit sa première instruction artistique formelle.
À l'âge de 15 ans, son père mort et sa relation avec son frère aîné se dégrade, alors il décide de quitter le domicile familial et voyage en Victoria et en Nouvelle-Galles du Sud, en Australie, faisant des petits boulots, comme creuseur de trous de poteaux et comme marin marchand. Il s'installe ensuite dans une communauté bohémienne en dehors de Sydney. Deux de ses dessins ont été publiés dans le journal radical de Sydney, The Bulletin. Il étudie avec Julian Ashton à l'Art Society's School de Sydney. Ashton, célèbre peintre, a également été l'un des premiers artistes australiens à se lancer dans la gravure.

### Carrière aux États-Unis
En 1900, Lewis quitte l'Australie pour les États-Unis. Son premier emploi est à San Francisco, où il peint des décors de scène pour la campagne présidentielle de 1900 de William McKinley. Nous savons peu de choses de ses voyages entre 1900 et 1905. En 1909, Lewis vit à New York, où son talent peut s'exprimer dans l'illustration commerciale.
En 1910, il voyage à Londres et au pays de Galles, où il a probablement vu de très nombreuses estampes : il revient de se voyage conquis par le travail de Francis Seymour Haden et a certainement vu des œuvres de été exposé à Whistler, Rembrandt et d'autres graveurs. Au cours de ce voyage, il a également rencontré Esta Verez, une chanteuse qui sera sa compagne pendant une dizaine d'années.
Ses premières gravures connues sont datées de 1915 : l'une des plus notables pour leur composition est Dockworkers Under the Brooklyn Bridge (1916-1918). La qualité de ces pièces suggère qu'il travaillait dans ce médium depuis un certain temps déjà. C'est à cette époque qu'il a initié Edward Hopper aux bases de la gravure.

### Séjour au Japon
En 1920, après avoir rompu avec sa partenaire, et frustré de ne pas percer dans le monde de l'art hors des gravures commerciales, Lewis part s'installer au Japon.
Il étudie les estampes japonaises et l'art japonais et produit de nombreuses toiles, dessins et aquarelles tous les jours. Quoique délaissant la gravure, il affine sa démarche artistique. L'influence des estampes japonaises est très évidente dans les gravures de Lewis après cette période, par exemple dans Moonlit Farm Scene (1916),,.

### Retour à New York
Ruiné car n'ayant pas travaillé lors de son séjour au Japon, Martin Lewis rentre à New York seize mois après son départ, et reprend ses activités commerciales. En 1924, Lewis se marie avec Lucile Deming avec qui il a un fils, qu'il souhaite nommer Hayden Seymour ; officiellement « Boy » Lewis sur son certificat de naissance parce que sa mère avait refusé, le fils de Martin Lewis, appelé par son père « Hayden » toute sa vie, fera changer son nom avant de s'engager dans l'armée lors de la Seconde Guerre mondiale.
La même année, il revient à la gravure — principalement des sujets japonais — et produit la plupart de ses œuvres les plus importantes entre 1925 et 1935. Il expose ses premières estampes en 1927 aux Kennedy Galleries, et vend de plus en plus d'eaux-fortes et de pointes sèches ; la demande devient très importante : tous les tirages de Relics (1928) sont vendus 28 $ puis une épreuve d'essai de cette même estampe est vendue 100 $ un mois plus tard. Il a suffisamment de succès pour qu'il abandonne le travail commercial et se consacre entièrement à la gravure. Lewis est surtout connu pour ses estampes en noir et blanc, principalement des scènes de nuit de la vie réelle dans les rues de New York, non touristiques.
Pendant la Grande Dépression, cependant, il est contraint de quitter la ville pendant quatre ans, entre 1932 et 1936, et de s'installer à Newtown, dans le Connecticut. Son travail de cette période comprend un certain nombre de scènes rurales, nocturnes et hivernales dans cette région et dans la ville voisine de Sandy Hook. Lorsque Lewis a pu revenir à New York en 1936, il n'y avait plus de marché intéressé par son travail. Après avoir aidé à établir une école de graveurs, il enseigne la gravure à l'Art Students League of New York de 1944 jusqu'à sa retraite en 1952,.
Martin Lewis meurt à New York le 22 février 1962, largement oublié.

## Œuvre
Le Bruce Museum (en) de Greenwich (Connecticut), a organisé une exposition de gravures de Martin Lewis en octobre 2011, tirées de la collection du Dr Dorrance Kelly. Le Bruce Museum a déclaré à propos de Lewis : « Reconnu comme l'un des premiers graveurs américains de la première moitié du XXe siècle, Martin Lewis a laissé une marque indélébile dans le paysage du monde de l'art. Lewis était un maître reconnu des techniques de gravure en taille-douce, expérimentant de multiples procédés dont la gravure à l'eau-forte, l'aquatinte, le burin et la pointe sèche. Imprimeur très habile, Lewis a créé de magnifiques estampes qui captent l'énergie, l'agitation et la solitude occasionnelle de tous les aspects de la vie urbaine à New York. Avec son départ pour le Connecticut en 1932, Lewis a introduit un autre sujet dans sa gravure : la vie à la campagne. Lewis s'est ainsi solidement ancré comme un artiste de la scène américaine de premier plan, qui a su capter l'intersection entre les environnements urbains et ruraux et mettre en lumière la culture suburbaine qui émerge lentement ».
En trente ans de carrière, on connaît de Lewis environ 145 estampes, dont les plus admirées ont été Shadow Dance (1930) et Stoops in Snow (1930), en particulier pour leur représentation réaliste de la vie quotidienne et leur rendu sensible des textures.
Lewis est l'un des rares graveurs de cette époque à se spécialiser dans les scènes nocturnes. Certains spécialistes considèrent Glow of the City (1929) comme sa meilleure gravure pour sa qualité technique : un minuscule réseau de points, de lignes et de taches grattées sur l'assiette crée l'illusion de vêtements transparents suspendus au premier plan, tandis que le bâtiment Chanin, un gratte-ciel art déco, domine les immeubles voisins.
Mort dans l'oubli, son œuvre bénéficie d'un regain d'intérêt au début du XXIe siècle. La gravure Shadow Dance s'est vendue à 50 400 $ à la vente aux enchères « Scenes of the City: Prints, Drawings & Paintings of New York 1900–2000 » à New York en octobre 2010, établissant un prix record pour l'artiste sur le marché de l'art, battu cinq ans plus tard, avec l'estampe Glow of the City, vendue 52 500 $.

## Conservation
- Minneapolis Institute of Art, Minneapolis[18]
- Museum of Modern Art, New York[19]
- Whitney Museum of American Art, New York[20]
- New York Public Library, New York[21]
- Brooklyn Museum, New York[22]
- Art Institute of Chicago, Chicago[23]
- National Gallery of Art, Washington, D.C.[24]
- Smithsonian American Art Museum, Washington, D.C.[25]
- Philadelphia Museum of Art, Philadelphie[26]
- Detroit Institute of Arts, Detroit[27]